# Хороший хлопець (серіал, 2012)
Хороший хлопець, якого ви не знайдете ніде у світі (кор. 세상 어디에도 없는 착한남자) більш відомий як Хороший хлопець — південнокорейський мелодраматичний серіал що транслювався щосереди та щочетверга з 12 вересня по 15 листопада 2012 року на телеканалі KBS2. За сценарієм серіалу у 2017 році в Україні був знятий однойменний серіал.

## Сюжет
Студент-медик Кан Ма Ру наполегливо здійснює мрію дитинства стати гарним лікарем. Він старанно навчається в університеті, в нього є кохана дівчина Хан Че Хі яка розпочинає журналістську кар'єру. Одного разу Че Хі виконуючи редакторське завдання зустрічається в номері готелю з інформатором що обіцяв передати їй важливі папери що підтверждують корупцію однієї великої корпорації. Але все пішло не за планом, чоловік був напідпитку та спробував зґвалтувати молоду журналістку а вона захищаючись його вбила. Побоюючись що її кар'єрі прийде кінець вона дзвонить не до поліції а Ма Ру, та вмовляє його взяти провину за вбивство на себе. Розуміючи що у такому стані, Че Хі може накласти на себе руки, добрий Ма Ру погоджується та потрапляє у в'язницю.
Минає декілька років, Ма Ру виходить достроково з в'язниці, але його життя повністю зламане. Він влаштовується барменом та заробляє тим що зустрічається за гроші з багатими жінками. Одного разу він випадково дізнається що Че Хі не стала журналісткою, натомість вийшла заміж за набагато старшого за себе президента великої компанії, якому й передала увесь зібраний компромат. Відчуваючи що його бутально зрадили Ма Ру вирішує помститись Че Хі, для чого вирішує закохати в себе норовливу доньку президента корпорації від першого шлюбу Со Ин Гі. Але що спочатку розпочиналося як звичайна помста, пізніше переросло у справжнє кохання до Ин Гі.

## Акторський склад

### Головні ролі
- Сон Чжун Кі — у ролі Кан Ма Ру, «хорошого хлопця» що мріє стати лікарем.
- Мун Чхе Вон — у ролі Со Ин Гі, норовливої доньки президента великої корпорації.[4]
- Пак Сі Йон[en] — у ролі Хан Че Хі, першого кохання Ма Ру яка брутально скористалася його добротою.[5]

### Другорядні ролі
- Лі Кван Су — у ролі Пак Че Гіля, друга дитинства Ма Ру.
- Лі Ю Пі — у ролі Кан Чоко, молодшої сестри Ма Ру[6].
- Лі Сан Йоп — у ролі Пак Чун Ха, молодого адвоката закоханого в Ин Гі[7].
- Кім Тхе Хун[en] — у ролі Ан Мін Йона, головного юриста компанії.
- Ян Ік Джун[en] — у ролі Хан Че Сіка, старшого брата Че Хі.
- Кім Йон Чхоль[en] — у ролі Со Чон Гю, батька Ин Гі та чоловіка Че Хі.
- Чін Кьон[en] — у ролі Хьон Чон Хви, особистої помічниці Ин Гі.

## Рейтинги
- Найнижчі рейтинги позначені синім кольором, а найвищі — червоним кольором.

| Серія            | Прем'єра          | Рейтинг        | Рейтинг | Рейтинг        | Рейтинг     |
| Серія            | Прем'єра          | TNmS           | TNmS    | AGB Nielsen    | AGB Nielsen |
| Серія            | Прем'єра          | По всій країні | Сеул    | По всій країні | Сеул        |
| ---------------- | ----------------- | -------------- | ------- | -------------- | ----------- |
| 1                | 12 вересня 2012   | 10,7 %         | 10,9 %  | 10,5 %         | 11,5 %      |
| 2                | 13 вересня 2012   | 11,4 %         | 11,6 %  | 9,9 %          | 11,3 %      |
| 3                | 19 вересня 2012   | 13,9 %         | 14,6 %  | 13,8 %         | 14,5 %      |
| 4                | 20 вересня 2012   | 13,8 %         | 15,4 %  | 13,3 %         | 14,2 %      |
| 5                | 26 вересня 2012   | 14,5 %         | 14,8 %  | 14 %           | 15,7 %      |
| 6                | 27 вересня 2012   | 16 %           | 17,8 %  | 16 %           | 18,1 %      |
| 7                | 3 жовтня 2012     | 17,9 %         | 18,6 %  | 17,3 %         | 18,6 %      |
| 8                | 4 жовтня 2012     | 15 %           | 14,4 %  | 15,1 %         | 16,6 %      |
| 9                | 10 жовтня 2012    | 15,8 %         | 17,3 %  | 15,3 %         | 17,3 %      |
| 10               | 11 жовтня 2012    | 16,2 %         | 17,3 %  | 14,9 %         | 15,7 %      |
| 11               | 17 жовтня 2012    | 15 %           | 16,5 %  | 14,3 %         | 15,3 %      |
| 12               | 18 жовтня 2012    | 16,4 %         | 17 %    | 15,1 %         | 15,7 %      |
| 13               | 24 жовтня 2012    | 18,2 %         | 18,7 %  | 17,1 %         | 18,8 %      |
| 14               | 25 жовтня 2012    | 18,5 %         | 19,6 %  | 16,7 %         | 18,4 %      |
| 15               | 31 жовтня 2012    | 17,1 %         | 17,6 %  | 18,3 %         | 20,6 %      |
| 16               | 1 листопада 2012  | 18,8 %         | 19,8 %  | 17,1 %         | 18,8 %      |
| 17               | 7 листопада 2012  | 18,2 %         | 19,6 %  | 16,2 %         | 16,4 %      |
| 18               | 8 листопада 2012  | 16,8 %         | 18,1 %  | 18,2 %         | 19,7 %      |
| 19               | 14 листопада 2012 | 18,5 %         | 19,9 %  | 17,9 %         | 19,3 %      |
| 20               | 15 листопада 2012 | 18,6 %         | 20,2 %  | 18 %           | 19,4 %      |
| Середній рейтинг | Середній рейтинг  | 16,1 %         | 17 %    | 15,3 %         | 16,8 %      |

## Нагороди
| Рік  | Нагорода                                   | Категорія                                                 | Отримувач                               | Результат | Прим.  |
| ---- | ------------------------------------------ | --------------------------------------------------------- | --------------------------------------- | --------- | ------ |
| 2012 | 19-та Премія Корейської культури та розваг | Нагорода за високу майстерність (актор)                   | Сон Чжун Кі                             | Перемога  |        |
| 2012 | 1-ша Премія «Зірок МААТР»                  | Нагорода за високу майстерність (актор)                   | Сон Чжун Кі                             | Перемога  | [ 10 ] |
| 2012 | 1-ша Премія «Зірок МААТР»                  | Нагорода за майстерність (акторки)                        | Мун Чхе Вон                             | Номінація | [ 10 ] |
| 2012 | 26-та Премія KBS драма                     | Краща пара                                                | Сон Чжун Кі та Мун Чхе Вон              | Перемога  | [ 11 ] |
| 2012 | 26-та Премія KBS драма                     | Нагорода Netizens'                                        | Сон Чжун Кі                             | Перемога  | [ 11 ] |
| 2012 | 26-та Премія KBS драма                     | Нагорода Netizens'                                        | Мун Чхе Вон                             | Перемога  | [ 11 ] |
| 2012 | 26-та Премія KBS драма                     | Краща нова акторка                                        | Лі Ю Пі                                 | Номінація | [ 11 ] |
| 2012 | 26-та Премія KBS драма                     | Кращий актор другого плану                                | Лі Кван Су                              | Номінація | [ 11 ] |
| 2012 | 26-та Премія KBS драма                     | Кращий актор другого плану                                | Лі Сан Йоп                              | Номінація | [ 11 ] |
| 2012 | 26-та Премія KBS драма                     | Краща акторка другого плану                               | Чін Кьон                                | Номінація | [ 11 ] |
| 2012 | 26-та Премія KBS драма                     | Нагорода за майстерність (актор середньотривалої драми)   | Сон Чжун Кі                             | Номінація | [ 11 ] |
| 2012 | 26-та Премія KBS драма                     | Нагорода за майстерність (акторка середньотривалої драми) | Мун Чхе Вон                             | Номінація | [ 11 ] |
| 2012 | 26-та Премія KBS драма                     | Нагорода за майстерність (акторка середньотривалої драми) | Пак Сі Йон                              | Номінація | [ 11 ] |
| 2012 | 26-та Премія KBS драма                     | Нагорода за високу майстерність (актор)                   | Сон Чжун Кі                             | Перемога  | [ 11 ] |
| 2012 | 26-та Премія KBS драма                     | Нагорода за високу майстерність (акторка)                 | Мун Чхе Вон                             | Перемога  | [ 11 ] |
| 2013 | 49-та Премія мистецтв Пексан               | Краща нова акторка телебачення                            | Лі Ю Пі                                 | Номінація | [ 12 ] |
| 2013 | 7-ма Премія вибір Mnet 20's                | 20-ка розквітаючих зірок (жінки)                          | Лі Ю Пі                                 | Номінація |        |
| 2013 | 8-ма Сеульська міжнародна премія драми     | Видатний OST корейської драми                             | «Love Is Like a Snowflake» — Кім Чун Су | Номінація | [ 13 ] |
| 2013 | 8-ма Сеульська міжнародна премія драми     | Видатний OST корейської драми                             | «Really» — Сон Чжун Кі                  | Номінація | [ 13 ] |
| 2013 | 8-ма Сеульська міжнародна премія драми     | Видатний корейський актор                                 | Сон Чжун Кі                             | Номінація | [ 14 ] |
| 2013 | 8-ма Сеульська міжнародна премія драми     | Видатна корейська акторка                                 | Мун Чхе Вон                             | Номінація | [ 14 ] |
| 2013 | 8-ма Сеульська міжнародна премія драми     | Видатна корейська драма                                   | «Хороший хлопець»                       | Номінація | [ 14 ] |